# FNN石川テレビスーパータイム
『FNN石川テレビスーパータイム』（エフエヌエヌ いしかわテレビスーパータイム）は、1986年3月31日から1997年3月29日まで石川テレビで夕方に放送されていたローカルワイドニュース番組である（フジテレビ発『FNNスーパータイム』の石川県ローカル扱い）。

## 歴代キャスター
- 伊藤雅雄 - 『FNNニュースワイド石川6:00』時代からのキャスター。1998年3月から放送の『石川テレビスーパーニュース』も担当。
- 原秀二
- 大橋のり子
- 小谷あゆみ
- 宮本のり子

ほか

## 放送時間
- 月曜日 - 金曜日 18:00 - 19:00（うちローカルパートは18:20 - 18:55[1]）、土曜日 18:00 - 18:30 （1986年3月31日 - 1997年3月29日）